# Nabo (Vila Flor)
Nabo is een plaats (freguesia) in de Portugese gemeente Vila Flor en telt 218 inwoners (2001).